# Essure

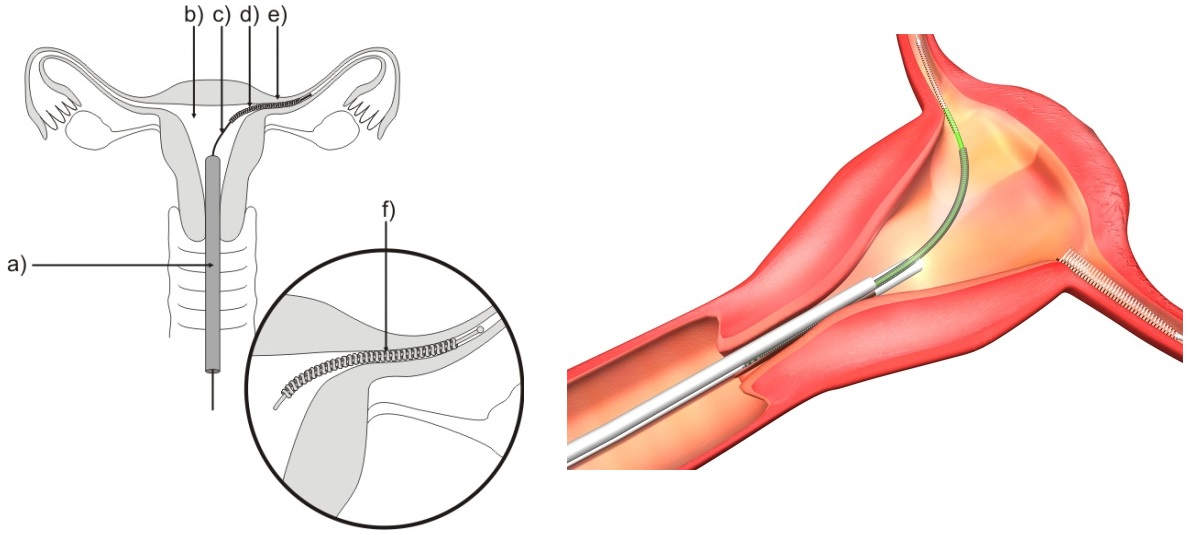
Plaatsing van de spiraal in de eileider

Essure is een permanente sterilisatiemethode bij vrouwen. Het heeft de CE-markering in Europa sinds 2001 en wordt in de handel gebracht door een dochteronderneming van Bayer, maar is door de farmaceut in veel landen – waaronder Nederland – van de markt gehaald, aldaar aanvankelijk gemotiveerd  "vanwege de teruglopende belangstelling". Later, in 2017, zou het 'product'– op de Verenigde Staten na – in alle ander landen door Bayer geheel van de markt worden gehaald. In de Verenigde Staten werd de methode goedgekeurd door de FDA op 4 november 2002. Het werd ontwikkeld als een alternatief voor het afbinden van de eileiders, de standaardprocedure voor chirurgische sterilisatie. Het afbinden is een vrij grote ingreep die anesthesie vereist en door een chirurg wordt uitgevoerd. Essure daarentegen kan gebeuren onder lokale verdoving door een gynaecoloog. Een rapport uit 2009 stelde dat Essure veilig, minder ingrijpend en goedkoper is dan het klassieke laparoscopisch, bilateraal afbinden van de eileiders.
Sinds 2013 ligt de behandeling echter onder vuur omdat een groot aantal vrouwen klaagt over een aantal neveneffecten zoals pijn en vaginale bloedingen, kort na de ingreep, of ook van blijvende duur. Erin Brockovich heeft een website opgericht waarop vrouwen hun ervaringen kunnen delen. Ook is er een documentaire beschikbaar op Netflix: The Bleeding Edge, waarin de – mogelijk ernstige – gevolgen van het gebruik van Essure worden geduid.

## Methode
Er wordt een klein veertje geplaatst in allebei de eileiders waardoor er littekenweefsel ontstaat zodat het sperma van de man niet meer tot bij het eitje geraakt. Het implantaat bestaat uit polyestervezels die op hun plaats gehouden worden door een binnenste roestvrijstalen veertje en een buitenste veertje van een nikkel-titanium-legering. Ze worden aangebracht tijdens een kijkoperatie zonder narcose via de vagina en de baarmoederhals. De veertjes induceren de groei van goedaardig weefsel in de eileiders, waardoor de eileiders in ongeveer drie maanden dichtgroeien. Elke maand komt er nog een eitje vrij dat door het lichaam afgebroken wordt. De maandelijkse cyclus blijft dus onveranderd en er vindt eveneens een bloeding plaats. De sterilisatie is in principe definitief en onomkeerbaar omdat de structuur van de eileider beschadigd wordt.

## Voordelen
- Er worden geen hormonen gebruikt
- De vrouw moet zich niet bekommeren met het (dagelijks) innemen van een pil
- De sterilisatie gebeurt zonder verdoving via de vagina; er is geen ziekenhuisopname nodig
- Het is sinds 2001 de meest efficiënte sterilisatiemethode voor vrouwen

## Mogelijke problemen
- Bij sommige vrouwen duurt het tot 6 maanden voordat de eileiders volledige vergroeid zijn, waardoor een verlengd gebruik van anticonceptie nodig is
- Perforatie van de eileider
- In een zeer beperkt aantal gevallen is er toch nog een zwangerschap mogelijk
- Bij MRI-scans moet worden opgelet vanwege het implantaat van roestvrij staal
- De veertjes kunnen zich verplaatsen
- Meer kans op buitenbaarmoederlijke zwangerschap
- Kans op een bijkomende operatie om het implantaat alsnog chirurgisch te verwijderen bij complicaties

## Stopzetting verkoop
Op 20 september 2017 bracht Bayer naar buiten dat de firma stopt met de verkoop van Essure buiten de Verenigde Staten. Binnen de Verenigde Staten kreeg het product in 2016 al een boxed warning van de FDA. Dit is de hoogst mogelijke risico waarschuwing.